# 1-й гвардійський танковий полк (СРСР)
1-й гвардійський танковий Чортківський двічі ордена Леніна Червонопрапорний орденів Суворова, Кутузова та Богдана Хмельницького полк (1 гв. ТП, в/ч 58846) — військове формування танкових військ Червоної та Радянської армії чисельністю у полк, яке існувало у 1941—1992 роках. За часів Другої світової війни був у штаті бригади. Після війни бригада переформована на полк, який дислокувався на території Східної Німеччини у складі 9-ї танкової дивізії.
Після розпаду СРСР у 1992 році полк був виведений на територію Росії і увійшов до складу Збройних сил Російської Федерації.

## Історія

### 4-та танкова бригада
4-та танкова бригада почала формуватися 19 серпня 1941 року на полігоні Прудбой в Сталінградській області відповідно до наказу командувача Північно-Кавказьким військовим округом від 19.08.1941 р. Формування бригади займалися полковник М. Ю. Катуков і батальйонний комісар М. Ф. Бойко. Основою для формування бригади стали кадри 15-ї танкової дивізії, яка мала бойовий досвід, отриманий в радянсько-фінській війні та в початковий період німецько-радянської війни.
Постановою ДКО №-671сс від 13.09.1941 р. Головне автобронетанкове управління РСЧА (ГАБТУ РСЧА) було зобов'язане закінчити формування бригади до 20 вересня 1941 року. Бойові машини Т-34 були отримані з конвеєра Сталінградського тракторного заводу. Рота важких танків КВ-1 прибула з Уралу. Мотострілецький батальйон сформований з уродженців Сталінградської і Саратовської областей. Артилерійські підрозділи сформовані з частин 15-ї танкової дивізії.

### 1-й гвардійський танковий полк
У липні 1945 року бригада була переформована на 1-й гвардійський танковий полк. До розпаду СРСР полк (вч пп 58846) дислокувався в м. Цайтгайн.
У 1989 році полк увійшов до складу 9-ї танкової дивізії 1-ї гвардійської танкової армії Групи радянських військ у Німеччині.
Після розпаду СРСР у 1992 році полк був виведений на територію Росії і увійшов до складу Збройних сил Російської Федерації.

## Нагороди і почесні звання
- Чортківська — Наказ ВГК СРСР № 078 від 03.04.1944 — за відзнаку в боях з німецькими загарбниками при визволенні м Чортків.
- — Указ Президії ВР СРСР від 23.10.1943 — за зразкове виконання завдань командування на фронті боротьби з німецькими загарбниками та виявлені при цьому звитягу і мужність.
- — Указ Президії ВР СРСР від 05.04.1945 — за зразкове виконання бойових завдань командування в боях з німецькими загарбниками при вторгненні в межі Бранденбурзької провінції та виявлені при цьому звитягу і мужність.
- — Указ Президії Верховної Ради СРСР від 18.04.1944 — за зразкове виконання завдань командування в боях з німецькими загарбниками в передгір'ях Карпат, вихід на південно-західний державний кордон СРСР та виявлені при цьому звитягу і мужність.
- — Указ Президії Верховної Ради СРСР від 10.08.1944 — за зразкове виконання завдань командування в боях з німецькими загарбниками, за оволодіння містами Перемишль і Ярослав та виявлені при цьому звитягу і мужність.
- — Указ Президії Верховної Ради СРСР від 26.04.1945 — за зразкове виконання завдань командування в боях з німецькими загарбниками при прориві оборони німців на схід від міста Штаргард і оволодінні містами Бервальде, Темпельбург, Фалькенбург, Драмбург, Вангерін, Лабес, Фрайенвальде, Шіфельбайн, Регенвальде, Керлін та виявлені при цьому звитягу і мужність.
- — Указ Президії Верховної Ради СРСР від 08.04.1944 — за зразкове виконання завдань командування в боях за визволення міста Коломия та виявлені при цьому звитягу і мужність.
- імені маршала бронетанкових військ М. Ю. Катукова — Постанова Ради Міністрів СРСР № 782—267 від 15.09.1976 — як вшанування пам'яті про першого командира бригади.

## Командування
- Катуков Михайло Юхимович, полковник, з 10.11.1941 генерал-майор т/в. — 08.09.1941 — 02.04.1942.
- Чухін Микола Дмитрович, полковник — 02.04.1942 — 18.09.1942.
- Чернієнко Дмитро Хрисанфович, полковник — тво, 09.1942.
- Горелов Володимир Михайлович, підполковник, з 22.05.1943 полковник — 18.09.1942 — 05.07.1944.
- Миндлін Веніамін Аронович, підполковник — 05.07.1944 — 24.08.1944.
- Бородін Олександр Сидорович, полковник — 24.08.1944 — 25.09.1944.
- Темник Абрам Матвійович, полковник — 25.09.1944 — 27.04.1945.
- Земляков Василь Іванович, полковник — 02.05.1945 — 10.06.1945.